# Haploclastus validus
Haploclastus validus är en spindelart som först beskrevs av Pocock 1899.  Haploclastus validus ingår i släktet Haploclastus och familjen fågelspindlar. Inga underarter finns listade i Catalogue of Life.